# Görjetjärnen, Lappland
Görjetjärnen är en sjö i Arvidsjaurs kommun i Lappland och ingår i Åbyälvens huvudavrinningsområde. Sjön har en area på 0,158 kvadratkilometer och ligger 349 meter över havet. Görjetjärnen ligger i Åbyälven Natura 2000-område.

## Delavrinningsområde
Görjetjärnen ingår i det delavrinningsområde (728893-167924) som SMHI kallar för Utloppet av Vuotnersjön. Medelhöjden är 368 meter över havet och ytan är 26,91 kvadratkilometer. Räknas de 15 avrinningsområdena uppströms in blir den ackumulerade arean 270,02 kvadratkilometer. Avrinningsområdets utflöde Åbyälven mynnar i havet. Avrinningsområdet består mestadels av skog (37 procent) och sankmarker (29 procent). Avrinningsområdet har 6,62 kvadratkilometer vattenytor vilket ger det en sjöprocent på 24,6 procent.